# Baltar (Ourense)
Baltar egy község Spanyolországban, Ourense tartományban. Baltar Calvos de Randín, Os Blancos, Xinzo de Limia, Cualedro és Montalegre községekkel határos. Lakosainak száma 853 fő (2024).

## Népesség
A település népessége az elmúlt években az alábbi módon változott:
| Lakosok száma | 1245 | 1180 | 1126 | 1144 | 1076 | 1019 | 957  | 962  | 910  | 853  |
|               | 2001 | 2004 | 2007 | 2009 | 2012 | 2014 | 2017 | 2019 | 2022 | 2024 |